# 滋賀県立野洲高等学校
滋賀県立野洲高等学校（しがけんりつ やすこうとうがっこう）は、滋賀県野洲市行畑二丁目に所在する公立の高等学校。

## 設置学科
- 普通科

## 沿革
- 1944年（昭和19年） - 滋賀県野洲郡立女子農芸学校として開校。
- 1948年（昭和23年） - 滋賀県立野洲高等学校に改称、農業課程（定時制）を設置。
- 1949年（昭和24年） - 普通課程（定時制）を設置。
- 1955年（昭和30年） - 農業課程、家庭技芸課程（全日制）を設置、別科農業課程を設置、普通課程（定時制）を廃止。
- 1956年（昭和31年） - 家庭技芸課程（全日制）を廃止、農業課程（全日制）に農村家庭科を設置。
- 1958年（昭和33年） - 別科農業課程の修業年限を2年に延長。
- 1959年（昭和34年） - 別科農業課程を廃止。
- 1963年（昭和38年） - 農村家庭科を生活科に転科。
- 1964年（昭和39年） - 農業課程（定時制）を廃止、農芸化学科を設置。
- 1981年（昭和56年） - 本校と滋賀県立草津高等学校の農業科が統合し、本校校地内に滋賀県立湖南農業高等学校が開校したため、一旦野洲高校としての新入生募集を停止。
- 1982年（昭和57年） - 湖南農業高等学校が草津市に移転。
- 1983年（昭和58年） - 普通科6学級、定員270名で全日制普通課程が発足。新入生募集を再開。

## 部活動

### 主な成績
- 1988年（昭和63年度）- 第60回選抜高等学校野球大会出場。
- 2002年（平成13年度）- 第81回全国高等学校サッカー選手権大会出場。ベスト8。
- 2006年（平成17年度）- 第84回全国高等学校サッカー選手権大会出場。優勝。
- 2007年（平成18年度）- 第85回全国高等学校サッカー選手権大会出場。3回戦敗退。
- 2008年（平成19年度）- 第86回全国高等学校サッカー選手権大会出場。2回戦敗退。
- 2009年（平成20年度）- 第87回全国高等学校サッカー選手権大会出場。2回戦敗退。
- 2010年（平成21年度）- 第88回全国高等学校サッカー選手権大会出場。1回戦敗退。
- 2011年（平成22年度）- 第89回全国高等学校サッカー選手権大会出場。2回戦敗退。

## 著名な出身者

### 芸能関係
- 奥谷楓（声優）
- 間宮くるみ（声優）
- 西川貴教（T.M.Revolution） - 中退

### サッカー選手
- 田中大輔
- 前田雅文
- 小寺一生
- 中井昇吾
- 松尾元太
- 青木孝太
- 楠神順平
- 内野貴志
- 田中雄大
- 乾貴士
- 荒堀謙次
- 村田和哉
- 山田晃平
- 西口諒
- 坂本一輝
- 中島依美
- 松田康佑
- 望月嶺臣
- 大本祐槻
- 飯田貴敬
- 江口稜馬
- 圓乘健介

### フットサル選手
- 真杉理久

### 政治家
- 山崎甚右衛門（初代野洲市長）

## 交通
- JR琵琶湖線（東海道本線）野洲駅から滋賀バスで野洲高校前停留所下車、徒歩すぐ。
- 同駅から徒歩15分。